# Eriochlamys
Eriochlamys es un género de plantas con flores perteneciente a la familia de las asteráceas. Comprende 5 especies descritas y de estas, solo 4 aceptadas.

## Taxonomía
El género fue descrito por Sond. & F.Muell.  y publicado en Linnaea 25: 488. 1853. La especie tipo es: Eriochlamys behrii Sond. & F.Muell.
Etimología
El nombre del género proviene del griego erion = "lana"; y khlamys = "capa": se refiere a la lana que cubre el receptáculo.

## Especies
A continuación se brinda un listado de las especies del género Eriochlamys aceptadas hasta julio de 2012, ordenadas alfabéticamente. Para cada una se indica el nombre binomial seguido del autor, abreviado según las convenciones y usos.
- Eriochlamys behrii Sond. & F.Muell.
- Eriochlamys cupularis N.G.Walsh
- Eriochlamys eremaea N.G.Walsh
- Eriochlamys squamata N.G.Walsh